# دهستان لاهیجان غربی
دهستان لاهیجان غربی نام دهستانی در بخش لاجان شهرستان پیرانشهر، استان آذربایجان غربی در ایران است. براساس سرشماری مرکز آمار ایران در سال ۱۳۸۵، جمعیت آن ۶۹۰۴ نفر (۱۲۵۷ خانوار) بوده‌است.